# 22-es főút (Magyarország)
A 22-es számú főút Nógrád vármegye egyik legfontosabb útja, a 2-es és a 21-es főutakat köti össze. Hossza mintegy 67 kilométer.

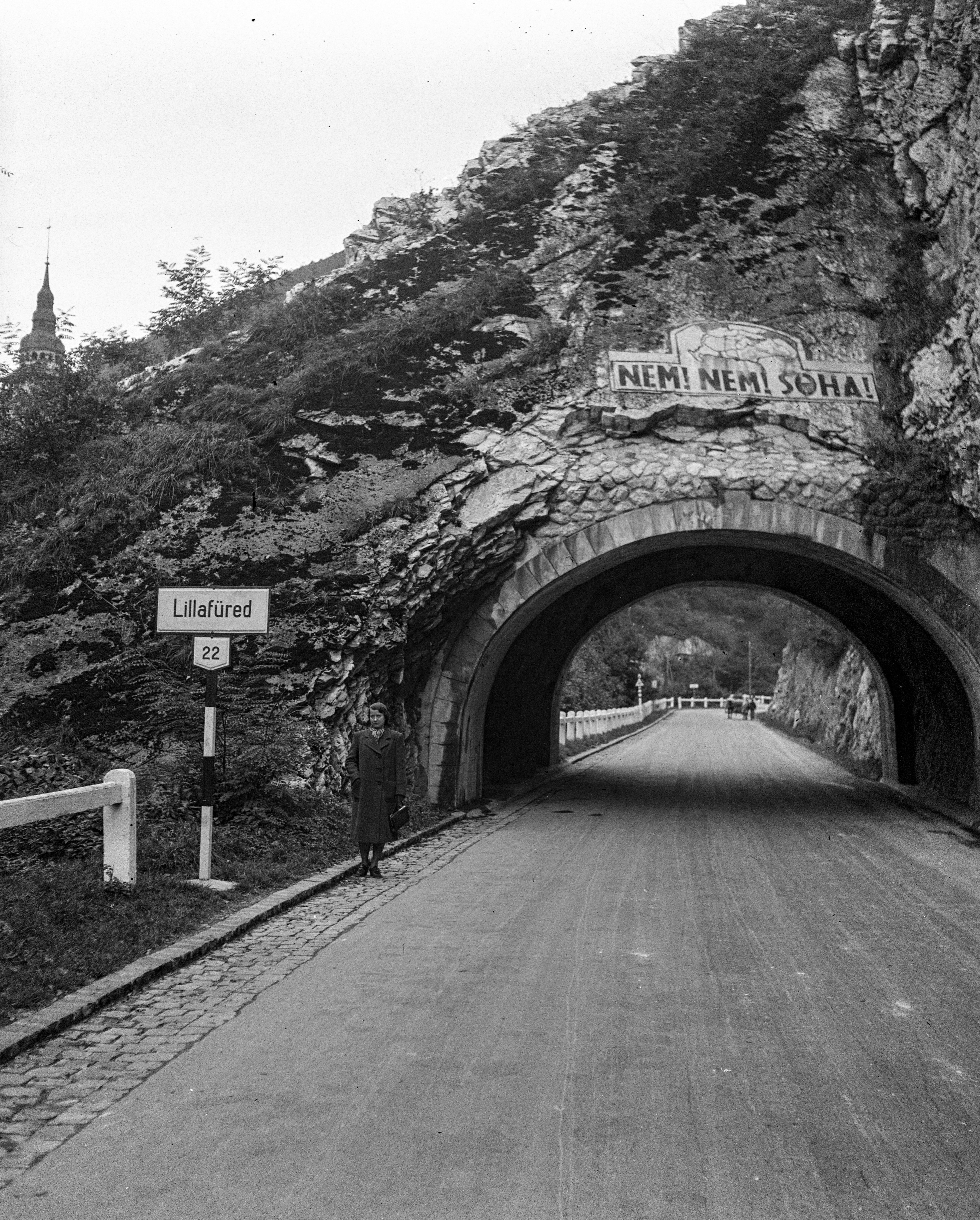
Egykor a mai 2505-ös út viselte a 22-es főút nevet. A kép Lillafüreden készült, az út felett Nem, nem, soha! felirattal.

## Nyomvonala
A 2-es főút leágazásaként ered Rétságtól kissé északra. Érsekvadkerten keresztül haladva Ipolyszögnél éri el az Ipoly vonalát, s itt változik iránya északiról keletire. Balassagyarmat, Őrhalom, Szécsény, Endrefalva, Szalmatercs, Karancsság, Ságújfalu és Kishartyán érintésével érkezik meg Salgótarjánba, ahol a 21-es főútba torkollik.

## Története
Mai nyomvonala, Rétság és Szécsény között elsőrendű főútként annak a 2-es főútnak a része volt, amely Budapestet Kassával volt hivatott összekötni: így rögzítette a helyzetét 1934-ben a kereskedelem- és közlekedésügyi miniszter 70 846/1934. számú rendelete is, mely a Rétság-Szécsény közti szakaszát elsőrendű főútként a 2-es főút részeként határozta meg, a Zagyvapálfalváig hátralévő szakaszát pedig 209-es számmal harmadrendű főúttá nyilvánította. [A 22-es útszámozást akkor is és a második világháború idején is az Eger-Miskolc útvonal viselte.]
Egy dátum nélküli, feltehetőleg 1950 körül készült térkép ugyancsak az Eger-Miskolc útvonalat jelöli 22-es számozással, a mai 22-es főút vonalát viszont Rétság-Szécsény közt a 2-es főút részeként, onnan tovább Salgótarjánig pedig 25-ös útszámozással szerepelteti.
A nyomvonal-korrekcióra a második világháború után került sor, mivel a Nógrádszakálnál található Ipoly-hidat felrobbantották, ezért a Felvidékkel való közútkapcsolat a korábbi útvonalon ellehetetlenült, ellenben Salgótarján (mint gyors fejlődésnek induló város) közúti elérése rövid időn belül nagy fontosságot kapott. (A nógrádszakáli híd 2011-ben épült újjá, de ez a 22-es főút történetét érdemben már nem befolyásolta.)